# Genitori in ostaggio
Genitori in ostaggio (Demandez la permission aux enfants!) è un film del 2007 diretto da Eric Civanytan.

## Trama
Tre famiglie vivono agiatamente e interagiscono tra loro a causa di vari punti in comune: figli, lavoro, vicinanza. I propri figli sono delle pesti difficili da domare, quindi non resta altro che inventarsi soluzioni alternative per far capire loro la lezione. Così le famiglie si coalizzano, decidendo di comportarsi proprio come i terribili bambini, mostrando loro cosa significa avere a che fare ogni giorno con quell'incontenibile irrequietezza che contraddistingue la loro età.

## Produzione
Il film è stato girato tra il luglio e il settembre 2006 a Parigi, Livry-Gargan e Villiers-sur-Marne.

## Distribuzione
Il film è uscito nelle sale cinematografiche francesi a il 4 aprile 2007.